# Лившиц, Феликс Лазаревич
Фе́ликс Ли́вшиц (род. 2 апреля 1967, Донецк, Донецкая область, Украина) — израильский оперный певец, лирический тенор. Лауреат премии имени Розенблюмов в области сценических искусств. Гастролировал в более чем 40 странах мира.

## Биография
Феликс Лившиц родился 2 апреля 1967 г. в городе Донецке, Украина. В 1988 году окончил Донецкое музыкальное училище. В 1989 году стал обладателем «Гран-при» Всеукраинского конкурса молодых исполнителей. В 1993 году, после окончания Донецкой государственной консерватории им. Прокофьева (класс заслуженного артиста Украины Юрия Косенко), был принят в труппу Донецкого Академического театра оперы и балета. За три года работы в театре, являлся исполнителем ведущих партий в операх Верди «La Traviata» (Альфредо) и «Nabucco» (Исмаил), Рахманинова «Алеко» (Молодой цыган), Доницетти «Lucia di Lammermoor» (Эдгардо), Римского-Корсакова «Царская Невеста» (Лыков) и многих других. Гастролировал с труппой театра в Испании и Италии.
С 1996 года живёт и работает в Израиле, сотрудничает с Новой Израильской оперой, на сцене которой исполнил более сорока оперных партий. С 1996 по 2005 принимал участие в мастер-классах Израильского института вокального искусства (IVAI) под руководством Джоан Дорнеманн. Ежегодно являлся стипендиатом этого института.
На протяжении семи лет проходил стажировку по вокальному мастерству в Нью-Йорке у Патриции Маккафри, Ренаты Скотто и других педагогов в Metropolitan Opera.
Исполнял ведущие партии в опере Бордо (Франция), в парижской опере Шатле (Théâtredu Châtelet), Будапештской опере, на международных оперных фестивалях в Карлстаде (Швеция), у горы Масада в опере Верди «Набукко», в тронном зале королевского дворца в Стокгольме (Швеция), исполнял партию Кавалера Де Грие, в опере Массне «Манон».
В опере Леонкавалло «Pagliacci», работал с выдающимся режиссёром Франко Дзеффирелли.
Неоднократно принимает участие в оперных постановках Израильского филармонического оркестра, под руководством дирижёра Зубина Меты.
В 2005 году, с тенорами Евгением Шаповаловым и Владиславом Гораем создал программу «Три тенора со Святой земли». Программа имела огромный успех. Им рукоплескали в Израиле, в крупнейших городах Соединенных Штатов Америки и Канады, в Центральной и Южной Америке (Коста-Рика, Гватемала, Чили, Аргентина, Уругвай), в России, на Украине и в Китае, в странах Западной Европы. Программа и сегодня продолжает собирать полные залы.
В 2008 году стал лауреатом премии имени Розенблюмов в области сценических искусств за исполнение партии Ленского в опере «Евгений Онегин» (Лучшая театральная работа года.)
В 2014 году дебютировал, как оперный режиссёр и продюсер в опере Римского-Корсакова «Моцарт и Сальери».
В его репертуаре более 50 оперных партий, 40 литургических и ораториальных произведений, которые он исполняет с ведущими израильскими оркестрами и дирижёрами.
Поет на 12 языках: английском, иврите, идише, испанском, итальянском, немецком, польском, португальском, русском, французском, украинском, чешском. В его репертуаре около 1500 арий из опер и оперетт, канцонетт, романсов, баллад и песен. Феликс Лившиц уделяет большое внимание сольной концертной деятельности, считаясь одним из лучших исполнителей песен на идиш.

## Образование
- 1988 — Донецкое музыкальное училище
- 1993 — Донецкая государственная консерватория им. Прокофьева
- 1996—2005 — Израильский институт вокального искусства под руководством Джоан Дорнеманн («Метрополитен-Опера», Нью-Йорк).

## Семья
- Отец — Лазарь Львович Лившиц (1937)
- Мать — Белла Лазаревна Лившиц (1938 - 2018)
- Брат — Игорь Лившиц (1961)
- Жена — Ольга Лившиц
  - Сыновья — Родион (1984) и Леон (1997)

Феликс Лившиц — племянник известных советских фотожурналистов Евгения Халдея и Григория Навричевского.

## Оперные партии
- Тамино («Die Zauberflöte» В. А. Моцарта)
- Ленский («Евгений Онегин» П. И. Чайковского)
- Беппе, Арлекин («Pagliacci» Р. Леонкавалло)
- Артуро («Lucia di Lammermoor» Г. Доницетти)
- Джоаккино («Fidelio» Л. Бетховена)
- Камилл де Россельён («Lustige Witwe» Ф. Легара)
- Альфредо («La Traviata» Д. Верди)
- Скарамуччиа («Ariadne auf Naxos» Р. Штрауса)
- Фауст («Faust» Ш. Ф. Гуно)
- Датский Принц («Армида» К. В. Глюка)
- Неморино («L’elisir d’amore» Г. Доницетти)
- Понг («Turandot» Д. Пуччини)
- Кудряш («Катя Кабанова» Л. Яначека)
- Эдмондо («Manon Lesco» Д. Пуччини)
- Ахилл («La belle Helene» Ж. Оффенбаха)
- Учитель («Приключения Лисички-плутовки» Л. Яначека)
- Моцарт («Моцарт и Сальери» Н. А. Римского-Корсакова)

## Дискография
- 1. «Spring Bells» — Raanana Symphonette Orchestra -арии и дуэты из опер 1999 год.
- 2. Felix Livshitz «Be my love» — Песни и арии из опер 2002 год.
- 3. Felix Livshitz — «Arias and neapolitan songs» 2005 год.
- 4. «The Three Tenors» — Live in Holy Land (with Evgeni Shapovalov and Wladislav Goray) 2005 год.
- 5. Felix Livshitz — «Adagio» — Песни и Великие хиты на идиш 2007 год.
- 6. «Три Тенора» — Песни военных лет (с Евгений Шаповалов и Владислав Горай) 2007 год.
- 7. Felix Livshitz — «Serenade» — Песни, романсы и арии. 2012 год.
- 8. «Three Tenors from Holy Land» (with Evgeni Shapovalov and Wladislav Goray) 2014 год.

## Награды и премии
- Национальная премия Израиля в области культуры им. Розенблюм (Лучшая театральная работа 2008 г.)
- Стипендия I.V.A.I. (International Vocal Arts Institute) с 1996 по 2005 год.
- Стипендия Израильской оперы 1997,1998,1999,2000 года.
- Стипендия им. Grabov, 1997 года
- Стипендия Mati Zeiti-Elboim в 1998 и 2000 годах